# Mansudae TV
Mansudae Television (coreano: 만수대 텔레비죤) é um canal de televisão educacional estatal da Coreia do Norte. Transmite programação educacional durante os fins de semana com publicidade ocasional. Mansudae foi lançado em 1º de dezembro de 1973 e é transmitido por três horas (19:00–22:00) aos sábados e nove horas (10:00–13:00, 16:00–22:00) aos domingos.
Desde o estabelecimento de sua transmissão até 13 de julho de 2015, a transmissão foi realizada no Canal 5 da Torre de TV de Pyongyang e um aplicativo especial no computador tablet Samjiyon. Em agosto de 2016, o canal foi adicionado na distribuição via sistema Manbang IPTV no 2º botão da seção "Aircast".

## Encerramento temporário
Em julho de 2015, a Mansudae Television deixou de transmitir por razões desconhecidas. No entanto, duas razões foram consideradas na edição online do Newstopia (Coreia do Sul): De acordo com uma razão, esta medida poderia ser tomada pelas autoridades norte-coreanas para restringir o acesso de residentes de Pyongyang a conteúdo estrangeiro transmitido no canal. Segundo o outro, relatado pela Radio Free Asia, no conselho editorial houve um incidente com conteúdo não filtrado, exibido no ar no canal. Também foi informado que o lançamento da transmissão da nova Rede Esportiva, realizado em 15 de agosto do mesmo ano, foi feito em uma frequência anteriormente detida pela Mansudae Television. Como resultado de verificações internas do governo da Coreia do Norte, o canal de televisão foi reabilitado apenas em 2016 (segundo outras fontes - em novembro de 2015). A mensagem da agência de notícias sul-coreana Yonhap de 18 de maio de 2016 informava que se propunha que o acesso ao canal de televisão fosse realizado por meio de redes a cabo.

## Proposta de canal fechado
Em março de 2018, o Daily NK informou sobre a proposta do governo norte-coreano de converter a transmissão da Mansudae no princípio de uma assinatura paga; no entanto, de acordo com o Daily NK, não foi estabelecido que o projeto seja suposto ser realizado usando TV a cabo tradicional ou IPTV Manbang. Uma das principais razões para a decisão do governo norte-coreano foi a alta popularidade dos filmes e programas que aparecem no canal. O preço foi fixado em 650 won.